# Dolichos longipes
Dolichos longipes là một loài thực vật có hoa trong họ Đậu. Loài này được Buchw. miêu tả khoa học đầu tiên.